# Palmasonian River
Der Palmasonian River ist ein Ursprungsbach des Blenheim River im Norden von Dominica im Parish Saint John.

## Geographie
Der Palmasonian River entspringt in Maikay Estate, westlich des Tête Montagne auf ca. 280 m über dem Meer und fließt entlang der Wasserscheide und der Grenze zum Parish Saint Andrew nach Norden. Er nimmt noch mehrere kleine Bäche auf. In Lorme Estate bildet er zusammen mit weiteren Bächen aus Norden und Westen den Blenheim River. Westlich des Flusstales erstreckt sich das Einzugsgebiet des Indian River und östlich der Quelle entspringt auch der Beauplan River. Die Moutine Ravine verläuft dazwischen weitgehend parallel nach Norden.
Der Fluss ist ca. 2,9 km lang.